# Ricci-stroom

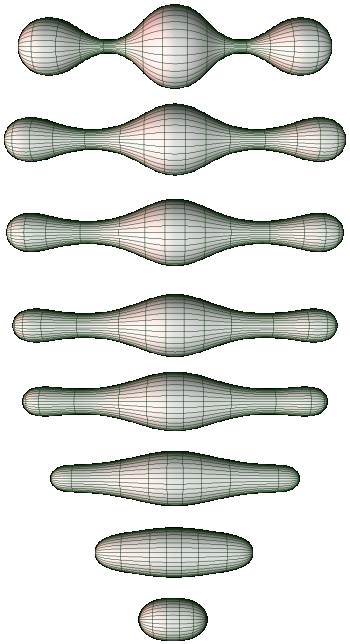
Verschillende stadia van de Ricci-stroom afgebeeld op een 2D-variëteit.

In de differentiaalmeetkunde, een deelgebied van de meetkunde, is een Ricci-stroom een intrinsieke meetkundige stroom - een proces dat de metriek van een Riemann-variëteit vervormt - in dit geval op een manier die formeel analoog is aan de diffusie van warmte, waardoor onregelmatigheden in de metriek worden glad gestreken. De Ricci-stroom speelt een belangrijke rol in het bewijs van het vermoeden van Poincaré, een van de zeven Millenniumprijsprobleem, waarvoor het Clay Mathematics Instituut in het jaar 2000 voor een juiste oplossing een prijs van $1.000.000 dollar heeft uitgeloofd; zie de oplossing van het vermoeden van Poincaré. In deze context spreekt men ook van de Ricci-Hamilton-stroom.

## Wiskundige definitie
Gegeven een Riemann-variëteit met metrische tensor {\displaystyle g_{ij}}, kan men de Ricci-tensor {\displaystyle R_{ij}} berekenen, die gemiddelden van sectiekromming in een soort van "spoor van de krommingstensor van Riemann verzamelt. Als we de metrische tensor (en geassocieerde Ricci-tensor) als functies van een variabele beschouwen, die meestal "tijd" wordt genoemd (maar die niets met enige fysieke tijd te maken hoeft te hebben), dan kan de Ricci-stroom worden gedefinieerd door de meetkundige evolutievergelijking
{\displaystyle \partial _{t}g_{ij}=-2R_{ij}}
De genormaliseerde Ricci-stroom is zinvol voor compacte variëteiten en wordt gegeven door de vergelijking
{\displaystyle \partial _{t}g_{ij}=-2R_{ij}+{\frac {2}{n}}R_{\mathrm {avg} }g_{ij}}
waar {\displaystyle R_{\mathrm {avg} }} het gemiddelde is van de scalaire kromming (die wordt verkregen uit de Ricci-tensor door daar het spoor van te nemen) en is {\displaystyle n} de dimensie van de variëteit. Deze genormaliseerde vergelijking behoudt het volume van de metriek.
De factor van −2 is van weinig belang, aangezien deze kan worden veranderd in elk niet-nulzijnd reëel getal, dit door t te herschalen. Maar het min-teken zorgt er echter voor dat de Ricci-flow goed is gedefinieerd voor voldoende kleine positieve tijden; als het teken wordt veranderd dan zou de Ricci-flow normaal gesproken alleen zijn gedefinieerd voor kleine negatieve tijden. (Dit is vergelijkbaar met de manier waarop de warmtevergelijking voorwaarts in de tijd kan worden uitgevoerd, maar meestal niet terug in de tijd.)
Informeel neigt de Ricci-stroom er naar om negatief gekromde gebieden van de variëteit uit te breiden en positief gekromde gebieden in te krimpen.

## Relatie tot uniformisering en vermeetkundigingsvermoeden
De Ricci-stroom (vernoemd naar Gregorio Ricci-Curbastro) werd in 1981 geïntroduceerd door Richard S. Hamilton om inzicht te krijgen in het vermeetkundigingsvermoeden van William Thurston. Dit vermoeden betreft de topologische classificatie van drie-dimensionale gladde variëteiten. Hamiltons idee was om een soort van niet-lineaire diffusievergelijking te definiëren, die er naar tendeerde om onregelmatigheden in de metriek glad te strijken
Door dan een arbitraire metriek, g, op een gegeven gladde variëteit, M, te plaatsen en de metriek vervolgens door de Ricci-stroom te evolueren, moet de metriek een bijzondere vriendelijke metriek benaderen, die een kanonieke vorm voor M zou kunnen constitueren. Geschikte kanonieke vormen waren reeds geïdentificeerd door Thurston, onder de mogelijkheden, de zogenaamde Thurston-model meetkunden, zijn de drie-sfeer S3, de drie-dimensionale Euclidische ruimte E3, de drie-dimensionale hyperbolische ruimte H3, die homogeen en isotroop is, en vijf iets meer exotische Riemann-variëteiten, die homogeen maar niet isotroop zijn.
(Deze lijst is nauw verwant aan, maar niet identiek aan de Bianchi-classificatie van de drie-dimensionale reële Lie-algebra's in negen klassen). Hamiltons idee was dat deze bijzondere metrieken zich zouden moeten gedragen als vaste punten van de Ricci-stroom, en dat als voor een gegeven variëteit, globaal slechts één Thurston-meetkunde toelaatbaar was, dit zelfs als een attractor onder de Ricci-stroom zou kunnen fungeren.
Hamilton slaagde erin te bewijzen dat enige gladde gesloten drie-variëteit, die een metriek van positieve Ricci-kromming toelaat ook een unieke Thurston-meetkunde toelaat, namelijk een bolvormige metriek, die inderdaad fungeert als een aantrekkend vast punt onder de  Ricci-flow, gerenormaliseerd om het volume te bewaren. (Onder de niet gerenormaliseerde Ricci-stroom, stort de variëteit in tot een punt  in de eindige tijd.) Dit bewijst echter niet het volledige vermeetkundigingsvermoeden, omdat het moeilijkste geval variëteiten blijkt te betreffen met negatieve Ricci-kromming en meer in het bijzonder die met negatieve sectiekromming.
Een vreemd en interessant feit is dat alle gesloten drie-variëteiten metrieken met een negatieve Ricci-kromming toelaten! Dit werd in 1986 door L. Zhiyong Gao en Shing-Tung Yau bewezen. Een triomf van de negentiende eeuw meetkunde bleek het bewijs van de uniformeringstelling, de analoge topologische classificatie van gladde twee-variëteiten, waarvan Hamilton aantoonde dat de Ricci-stroom inderdaad een negatief gekromde twee-variëteit evolueert in een twee-dimensionale multi-gegate torus, die lokaal isometrisch is aan het hyperbolische vlak. Dit onderwerp is nauw verwant aan belangrijke onderwerpen in de analyse, getaltheorie, dynamische systemen, wiskundige natuurkunde en zelfs de kosmologie.
Merk op dat de term "uniformering" op correcte wijze een soort van gladstrijken van onregelmatigheden in de meetkunde suggereert, terwijl de term "vermeetkundiging" op correcte wijze het plaatsen van een meetkunde op een gladde variëteit suggereert. Het woord meetkunde wordt hier op een precieze gebruikt is die nauw wijze verwant is aan Kleins notie van meetkunde (zie vermeetkundigingvermoedens voor meer details). In het bijzonder kan het resultaat van vermeetkundiging een meetkunde zijn die niet isotroop is. In de meeste gevallen, met inbegrip van de gevallen van constante kromming, is de meetkunde uniek. Een belangrijk thema op dit gebied is de wisselwerking tussen reële- en complexe formuleringen. In het bijzonder spreken veel discussies over uniformering van complexe krommen in plaats van reële twee-variëteiten.
De Ricci-stroom bewaart geen volume, dus om voorzichtiger te zijn bij het toepassen van de Ricci-stroom op uniformisering en vermeetkundiging moet men de Ricci-stroom normaliseren om zo een stroom te verkrijgen die volume bewaart. Als men dit niet doet, is het probleem dat (bijvoorbeeld) in plaats van een gegeven drie-dimensionale variëteit te evolueren in een van de kanonieke vormen van Thurston, we er slechts in slagen de variëteit in grootte in te krimpen.
Het is mogelijk een soort moduliruimte van n-dimensionale Riemann-variëteiten te construeren, en dan geeft de Ricci-stroom vervolgens een meetkundige stroom (in de intuïtieve zin van deeltjes die langs stroomlijnen stromen) in deze moduliruimte.